# 8-я Воеводинская ударная бригада
8-я Воеводинская ударная бригада НОАЮ (сербохорв. Осма војвођанска ударна бригада НОВЈ / Osma vojvođanska udarna brigada NOVJ) — соединение народно-освободительной армии Югославии, участвовавшее в Народно-освободительной войне Югославии. Личный состав бригады составляли партизаны Фрушкогорского партизанского отряда (в том числе и воеводинские хорваты), а также добровольцы и бывшие домобраны.

## История
Бригада образована 11 сентября 1944 года в селе Ябука на Фрушка-Горе. Состояла из 3 батальонов общей численностью около 790 человек. До конца октября подчинялась непосредственно Главному штабу народно-освободительной армии и партизанских отрядов (НОАиПО) Воеводины. В составе бригады были уроженцы Воеводины, в том числе и воеводинские хорваты, в число которых вошли жители Бачки Антун Ярамазович, Йосип Ишпанович и Иван Якшич.
Первоначально бригада действовала на юго-востоке Срема, где атаковала опорные пункты и линии коммуникации группы армий «E». С 4 по 8 октября совершила переход с Фрушка-Горы на линию Белегиш — Сурдук, затем через Дунай переправилась в контролируемый немцами Банат, где после многочисленных упорных боёв 9 октября 1944 года соединилась с советскими войсками и участвовала в освобождении Баната. Затем была разделена на две группы: первая перешла Тису и совместно с другими частями преследовала противника, отступающего из Суботицы и Нови-Сада на запад. После этого отразила контратаку немцев на Суботицу с территории Венгрии.
После пополнения и реорганизации к 31 октября 1944 года насчитывала пять батальонов, кавалерийский эскадрон и дивизион противотанковой артиллерии, всего около 2 тысяч человек. В это же время была включена в состав 51-й Воеводинской дивизии и передислоцирована в Байский треугольник (Венгрия) на левый берег Дуная, после чего перешла в район Купусина — Бачки-Моноштор. 14 ноября форсировала Дунай и приняла участие в Батинской битве и освобождении Бараньи. С середины декабря действовала на левом берегу Дравы, откуда продвинулась к селу Тврджавица.
В середине января 1945 года 8-я воеводинская бригада переправилась на правый берег Дравы и участвовала в обороне Вировитицкого плацдарма. 9 февраля отступила на левый берег Дравы. В начале марта участвовала в отражении немецкого прорыва и ликвидации плацдарма у Болмана в Баранье. 30 марта заменила 11-ю Воеводинскую ударную бригаду из 36-й Воеводинской дивизии на левом берегу Дуная, а 12 апреля у Даля форсировала Дунай и соединилась с правым флангом югославской 1-й армией. После освобождения Осиека в составе 51-й дивизии участвовала в наступлении через Подравину, освобождении Вировитицы, Копривницы и Вараждина, а также в разгроме и пленении немецких и коллаборационистских войск в районе Дравограда.
По свидетельству политрука 14-й Словенской дивизии Ивана Долничара, части 51-й Воеводинской дивизии получили приказ продвижения к оккупационным зонам союзников в Австрии. Согласно рассекреченным словенским архивам, 51-я Воеводинская дивизия, куда входила 8-я Воеводинская ударная бригада, участвовала в конце войны в расстрелах военноплененных из числа словенских домобранских и усташских воинских формирований, а также гражданских лиц, пытавшихся бежать от НОАЮ в английскую зону оккупации в Австрии.